# Maggie May (canción de Rod Stewart)
Para la canción tradicional de Liverpool, véase Maggie May (canción tradicional). Para el musical de Lionel Bart, véase Maggie May (musical).
«Maggie May» es una canción del vocalista inglés de rock Rod Stewart, escrita por él mismo junto a Martin Quittenton para su tercer álbum de estudio Every Picture Tells a Story de 1971. En el Reino Unido se lanzó como sencillo originalmente como lado B de «Reason to Believe» pero debido al éxito radial que produjo en ese país, más tarde se publicó como lado A. Mientras que en los Estados Unidos los productores tras ver la popularidad del tema en el país inglés, decidieron publicarlo simplemente como el sencillo principal.
Su letra expresa la ambivalencia y las emociones contradictorias de un joven implicado en una relación con una mujer mayor, y fue escrito desde la propia experiencia de Stewart. En el mes de enero de 2007 en la revista Q, él recordó: «Maggie May era más o menos una historia real sobre la primera mujer con quien tuve relaciones sexuales, en el festival de Jazz de Beaulieu».
En el año 2004, obtuvo el puesto 131 en la lista de las 500 mejores canciones de todos los tiempos realizada por la revista Rolling Stone.

## Recepción comercial
Desde el momento que se publicó como sencillo, el tema recibió gran notoriedad en las radios mundiales como también en las listas musicales de varios países del globo. En el Reino Unido alcanzó el primer puesto en la lista UK Singles Chart donde permaneció por 21 semanas consecutivas. De igual manera en el año 1976 se volvió a lanzar como sencillo esta vez para promocionar el disco The Best of Rod Stewart, donde alcanzó la posición 31 en la dicha lista. Por su parte, en 2021 la organización británica BPI lo certificó con disco de platino tras vender más de 600 000 copias.
A su vez en los Estados Unidos igual obtuvo el primer lugar en los Billboard Hot 100 y en 2021 recibió doble disco de platino por parte de la RIAA, luego de vender más de 2 000 000 copias. También logró llegar hasta el top ten en países como Alemania, Irlanda, Suiza y Países Bajos, entre otros.

## Otras versiones
Tras su publicación varios artistas musicales de diversos géneros e idiomas han versionado el tema, tanto para sus respectivos álbumes o en conciertos en vivo. Algunos de ellos son Edwin McCain, Blur, Wet Wet Wet, Ben Mills, Melissa Etheridge, The Pogues, The Dirty Three, Matthew Sweet, Susanna Hoffs, y The Counting Crows, entre muchos otros. Algunos como el compositor Deva versionó el solo de guitarra de la mitad de la canción para la película de la India Aasai. También existen versiones en español como es el caso de la banda argentina de skate punk Massacre que la grabó para su disco El Mamut en el 2008, y también la realizada por el grupo español M Clan que realizó una versión en vivo llamada «Maggie despierta» para su álbum Sin enchufe del año 2000.

## Músicos
- Rod Stewart - voz
- Ronnie Wood - guitarra eléctrica, guitarra de doce cuerdas y bajo
- Martin Quittenton - guitarra acústica
- Micky Waller - batería
- Ian McLagan - órgano
- Ray Jackson - mandolina